# 山雀鹛
山雀鹛（学名：Alcippe peracensis），是雀鹛科雀鹛属的一种，分布于越南、马来西亚、泰国、老挝和柬埔寨。该物种的保护状况被评为无危。
山雀鹛的平均体重约为15.0克。栖息地为亚热带或热带的湿润山地林。